# Франтішек Мусіл
Франтішек Мусіл (чеськ. František Musil; нар. 17 грудня 1964, Пардубиці, Чехословаччина) — чехословацький хокеїст та тренер. Грав на позиції захисника. Чемпіон світу 1985 року. 

## Клубна кар'єра
В чемпіонаті Чехословаччини грав за «Теслу» із Пардубиць (1980-1984) та їглавську «Дуклу» (1984-1986). Всього в лізі провів 186 матчів (13 голів). У складі «Дукли» в 1985 році здобув золоту нагороду національного чемпіонату.
У Національній хокейній лізі грав за «Міннесота Норз-Старс» (1986-1991), «Калгарі Флеймс» (1990-1994), «Оттава Сенаторс» (1995-1997) та «Едмонтон Ойлерс» (1997-2001). За п'ятнадцять сезонів у регулярному чемпіонаті провів 797 матчів, набрав 140 очок (34+106) та отримав 1241 хвилину штрафу. На стадії плей-офф — 42 матчі, 6 очок (2+4).
Сезон 1994/95 розпочав у чеській екстралізі, грав за празьку «Спарту». Наступного року півсезона провів у другому дивізіоні чеського хокею («Бехеровка»). У цій лізі і завершив свою хокейну кар'єру, у складі їглавської «Дукли» (2001/02).

## Виступи у збірній
У складі збірної Чехословаччини брав участь у п'яти чемпіонатах світу (1983, 1985, 1986, 1991, 1992) та чотирьох чемпіонатах Європи. Чемпіон світу 1985, другий призер 1983, третій призер 1992. На чемпіонатах Європи — одна золота (1985) та одна срібна (1983) нагороди.  В 1992 році був обраний до символічної збірної на чемпіонаті світу. Учасник Кубка Канади 1984 (5 матчів). Всього на чемпіонатах світу провів 45 матчів (6 закинутих шайб), а всього у складі національної збірної — 92 матчі (10 голів).
За збірну Чехії провів на чемпіонаті світу 1994 року 2 матчі, а всього — вісім.

## Тренерська діяльність
Входив до тренерського штабу збірної Чехії на трьох чемпіонатах світу (2006-2008). У 2006 році команда посіла друге місце.

## Нагороди та досягнення

### Командні
| Нагороди                 | Команда          | Кіл. | Роки |
| ------------------------ | ---------------- | ---- | ---- |
| Чемпіонат світу          |                  |      |      |
| Золото                   | Чехословаччина   | 1    | 1985 |
| Срібло                   | Чехословаччина   | 1    | 1983 |
| Бронза                   | Чехословаччина   | 1    | 1992 |
| Чемпіонат Європи         |                  |      |      |
| Золото                   | Чехословаччина   | 1    | 1985 |
| Срібло                   | Чехословаччина   | 1    | 1983 |
| Чемпіонат Чехословаччини |                  |      |      |
| Золото                   | «Дукла» (Їглава) | 1    | 1985 |

### Особисті
| Нагороди                           | Кіл. | Роки |
| ---------------------------------- | ---- | ---- |
| Символічна збірна чемпіонату світу | 1    | 1992 |